# Henri E. de Sagher
Henri E. de Saegher (Ieper 2 januari 1890 - Drongen 1 augustus 1940) was hoogleraar, archivaris en historicus.

## Levensloop
De Sagher was de zoon van Emile De Sagher, stadsarchivaris van Ieper. Al jong wenste hij in de voetstappen van zijn vader te treden. Na zijn humaniora aan het college van Ieper studeerde hij geschiedenis aan de Universiteit Gent en oriënteerde zich naar de economische geschiedenis.
In 1913 werd hij archivaris op het rijksarchief in Brugge.
In 1914 nam hij, bij de inval van de Duitsers, de wijk naar Engeland waar hij tot in 1918 verbleef en activiteiten uitoefende in functie van de medewerking aan de oorlogsinspanningen.
Hij behaalde, na zijn terugkeer naar België zijn doctoraat (1920) en werd in 1923 docent aan de Gentse universiteit en tevens adjunct-rijksarchivaris in Gent. In 1930 werd hij hoogleraar.
In 1923 werd De Sagher bestuurslid van het Genootschap voor Geschiedenis te Brugge en hielp de vereniging op de been, na de oorlogsmoeilijkheden. Hij werkte mee aan de eerste naoorlogse uitgave van de 'Handelingen'.

## Publicaties
- Essai d'une historiographie de l'industrie drapière avant l'époque contemporaine, 1913
- Elisabeth, septième abbesse de Messines, 1913
- Costumes de Loo, 1921
- Sources statistiques de l'histoire des prix des céréales, spécialement dans les Pays-Bas, 1924
- L'immigration des tisserands flamands et brabançons en Angleterre sous Edouard III, 1926
- Schutrecht, diefstal en pijniging in het vijftiende-eeuwse Vlaamse strafrecht, 1929
- Une enquête sur la situation de l'industrie drapière en Flandre à la fin du XVIe siècle, 1937
- Recueil de documents relatifs à l'industrie drapière en Flandre depuis l'époque bourguignonne, 3 delen, 1951, 1961 & 1966 (postuum).